# جبهه کارگران سوسیالیست (مارکسیست–لنینیست)
جبههٔ کارگران سوسیالیست (مارکسیست لنینیست) از احزاب کمونیست پاناما بود.
این حزب در ۱۹۷۳ و به عنوان انشعابی از حزب خلق پاناما تأسیس شد. اعضای بنیان‌گذار این جبهه ریشه در "شاخهٔ پرولتاریاًی حزب خلق داشتند و پروچین بودند. روز اول ماه می۱۹۷۳ اولین روز اعلام عمومی تشکیل جبهه بود.
این جبهه بیشتر در جنبش دانشجویی فعال بود و از سال ۱۹۷۴ تا ۱۹۸۰ نشریه «پرچم سرخ» را منتشر می‌کرد.
دبیر کل این جبهه انریکو کاستیلرو بود.
در سال ۱۹۸۰ این جبهه به علت مشکلات داخلی متلاشی شد. یکی از انشعابات آن حزب کمونیست (مارکسیست لنینیست) پاناما بود که هنوز هم به کار خود ادامه می‌دهد.